# برج مود جايكون كوكون
برج مود جايكون كوكون (بالإنجليزية: Mode Gakuen Cocoon Tower)‏ أو برج الشرنقة هو برج ارتفاعه 204 مترًا (669 قدمًا)، وهو مرفق تعليمي مكون من 50 طابقًا يقع في منطقة نيشي-شينجوكو في منطقة شينجوكو، طوكيو، اليابان. يضم المبنى ثلاث مؤسسات تعليمية هي: Tokyo Mode Gakuen (مدرسة الأزياء المهنية)، HAL Tokyo (كلية التكنولوجيا والتصميم الخاصة)، Shuto Ikō (كلية الطب). تم الانتهاء من إنشاء البرج في أكتوبر 2008، وهو ثاني أعلى مبنى تعليمي في العالم، ويعد المبنى السابع عشر في طوكيو. حصل على جائزة ناطحة السحاب لعام 2008 من قبل إمبوريس Emporis.

## التصميم
قبل اختيار تصميم لموقعها الجديد في طوكيو، نظمت Mode Gakuen مسابقة تطلب من المهندسين المعماريين تقديم مقترحات لتصميم المبنى. وكان الشرط الوحيد هو ألا يكون المبنى مستطيلاً. تقدم نحو 50 من المهندسين المعماريين بأكثر من 150 مقترحا. كان الاقتراح الفائز عبارة عن هيكل يشبه الشرنقة صممته شركة Tange Associates. وفقًا لشركة Tange Associates، يرمز شكل الشرنقة إلى مبنى يرعى الطلاب بداخله. يشكل السطح الخارجي المنحني للهيكل من الألمنيوم الأبيض والزجاج الأزرق الداكن، والذي يتقاطع مع شبكة من الخطوط القطرية المائلة التي تحمل اسم «برج الشرنقة» "Cocoon Tower". صرح متحدث باسم شركة Tange Associates أن هدفهم كان استخدام المبنى لإعادة إحياء المنطقة المحيطة وإنشاء بوابة بين محطة شينجوكو ومنطقة الأعمال المركزية في شينجوكو. حاز تصميم المبنى على جائزة Emporis Skyscraper لعام 2008.

## معرض صور

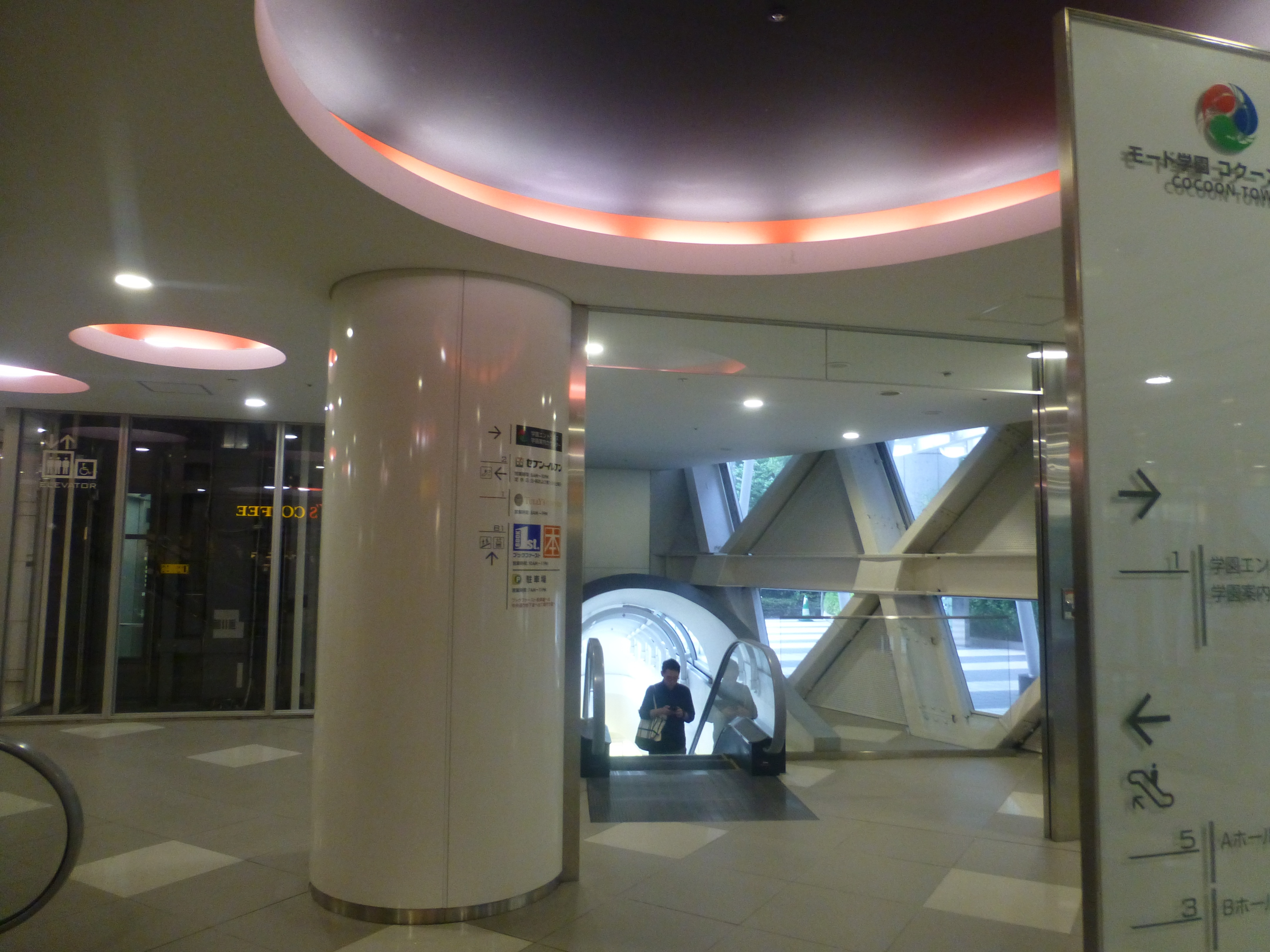
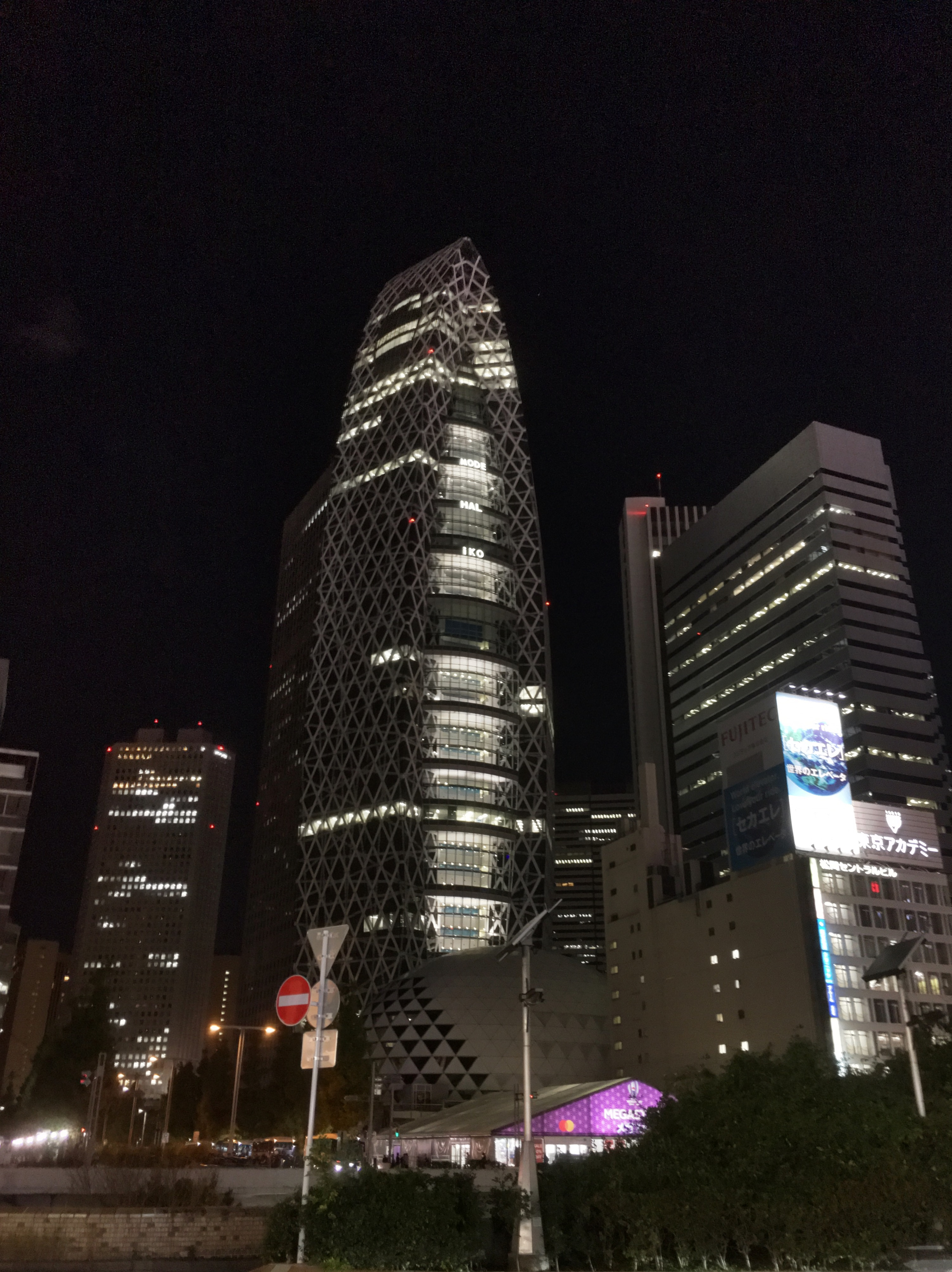
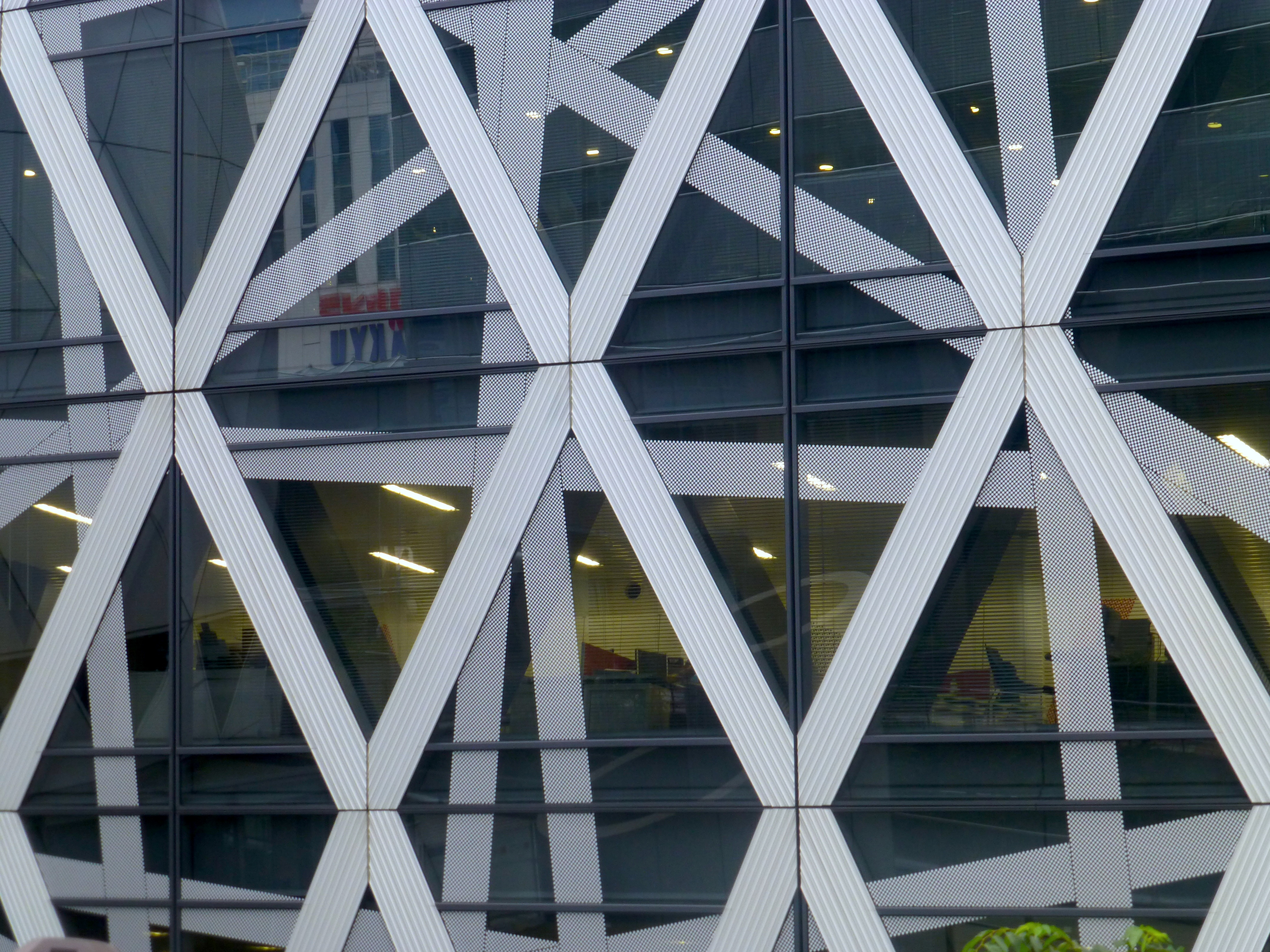

## المرافق
بُني البرج على الموقع السابق لإحدى شركات التأمين، بدأ بناء برج الشرنقة في مايو 2006 واكتمل في أكتوبر 2008. يبلغ طوله 204 مترا (669 قدما) ويعد البرج المكون من 50 طابقًا ثاني أطول مبنى تعليمي في العالم (لا يتجاوزه سوى المبنى الرئيسي لجامعة موسكو الحكومية) وهو أطول مبنى في طوكيو على مدار 17 عامًا. يمكن للمبنى استيعاب 10000 من طلاب المدارس المهنية الثلاث التي تشغل المبنى، وهي Tokyo Mode Gakuen، والتي سمي المبنى باسمها، وهي مدرسة للأزياء. إضافة إلى المدارس الأخرى، HAL Tokyo وShuto Ikō، وهي كليات تكنولوجيا المعلومات والطب، على التوالي، وتلك الهيئات التعليمية تديرها جامعة مود غاكوين. يحتوي كل طابق من البرج على ثلاثة فصول مستطيلة. يتكون قلب المبنى من مصعد ودرج وعمود دعم. في كل ثلاثة طوابق، توجد صالة للطلاب من ثلاثة طوابق بين الفصول الدراسية وتواجه ثلاثة اتجاهات: الشرق والجنوب الغربي والشمال الغربي. 